# Peter Tosič
Peter Tosič, slovenski nogometaš, * 7. januar 1969, Trbovlje.
Tosič je celotno kariero igral v slovenski ligi za klube Izola, Celje in Koper. Skupno je v prvi slovenski ligi odigral 156 prvenstvenih tekem in dosegel devet golov. 
Za slovensko reprezentanco je nastopil 3. junija 1992 na prijateljski tekmi proti estonski reprezentanci.